# Theopompa burmeisteri
Theopompa burmeisteri är en bönsyrseart som beskrevs av Wilhem de Haan 1842. Theopompa burmeisteri ingår i släktet Theopompa och familjen Liturgusidae. Inga underarter finns listade i Catalogue of Life.